# Billington (Lancashire)
Pour les articles homonymes, voir Billington.
Billington est un village du Lancashire, en Angleterre. Il est situé dans l'est du comté, entre les villages de Whalley et Langho (en). Il constitue avec ce dernier la paroisse civile de Billington and Langho. Administrativement, il relève du district de Ribble Valley. Au recensement de 2011, la paroisse de Billington and Langho, avec le hameau de Dinckley, comptait 5 415 habitants.